# Покровский сельский округ (Рузский район)
Покровский сельский округ — упразднённая административно-территориальная единица, существовавшая на территории Рузского района Московской области в 1994—2006 годах.
Покровский сельсовет был образован в первые годы советской власти. По данным 1919 года он входил в состав Мамошинской волости Рузского уезда Московской губернии.
9 марта 1921 года Мамошинская волость была передана в Воскресенский уезд.
В 1927 году из Покровского с/с был выделен Новинский с/с.
В 1926 году Покровский с/с включал село Покровское-Шереметьево, деревни Лысково, Новая и Сумароково, а также инвалидный дом и больницу.
В 1929 году Покровский с/с был отнесён к Новопетровскому району Московского округа Московской области. При этом к нему был присоединён Новинский с/с.
4 октября 1939 года к Покровскому с/с было передано селение Верхнее Сляднево упразднённого Ивойловского с/с.
14 июня 1954 года Покровский с/с был упразднён, а его территория передана в Никольский с/с.
2 августа 1967 года Покровский с/с был восстановлен в составе Рузского района. В него вошли часть селений упразднённого Рождественского с/с (Городище, Ивойлово, Новая, Шилово и Щелканово), а также часть селений Никольского с/с (Верхнее Сляднево, Лысково, Немирово, Нижнее Сляднево, Покровское, Пупки, Притыкино, Слобода, Самошкино, посёлки больницы МПС и больницы № 4).
3 февраля 1994 года Покровский с/с был преобразован в Покровский сельский округ.
В ходе муниципальной реформы 2004—2005 годов Покровский сельский округ прекратил своё существование как муниципальная единица. При этом все его населённые пункты были переданы в сельское поселение Волковское.
29 ноября 2006 года Покровский сельский округ исключён из учётных данных административно-территориальных и территориальных единиц Московской области.